# Acromyrmex biscutatus
Acromyrmex biscutatus é uma espécie de inseto do gênero Acromyrmex, pertencente à família Formicidae.